# Fritz Baur
Fritz Baur (Zürich, 5 januari 1956) is een Zwitsers voormalig voetballer die speelde als verdediger.

## Carrière
Baur speelde bijna heel zijn carrière voor FC Zürich maar sloot die af bij FC Wettingen. Hij werd met Zürich landskampioen in 1981.
Baur speelde één interland voor Zwitsers voetbalelftal op maart 1982 tegen Liechtenstein.

## Erelijst
- FC Zürich
  - Landskampioen: 1981